# Campos (Balearen)
Campos is een gemeente in de Spaanse provincie en regio Balearen met een oppervlakte van 150 km². Campos heeft 11.425 inwoners (2021). De gemeente ligt op het eiland Mallorca.

## Demografische ontwikkeling
Bron: INE; 1857-2011: volkstellingen

## Bezienswaardigheden
- de iglesia San Julián (neoclassicistisch, 1858-1873)
- het convento San Francisco (17e eeuw) met als opvallende elementen de barokke voorgevel, de kloostergang en de altaarstukken
- het ayuntamiento
- de herenwoning Cas Sant (Catalaans modernisme, 1907)

## Geboren
- Toni Alcinas (1979), darter

Alaró · Alcúdia · Algaida · Andratx · Ariany · Artà · Banyalbufar · Binissalem · Búger · Bunyola · Calvià · Campanet · Campos · Capdepera · Consell · Costitx · Deià · Escorca · Esporles · Estellencs · Felanitx · Fornalutx · Inca · Lloret de Vistalegre · Lloseta · Llubí · Llucmajor · Manacor · Mancor de la Vall · Maria de la Salut · Marratxí · Montuïri · Muro · Palma · Petra · Pollença · Porreres · Puigpunyent · Sa Pobla · Sant Joan · Sant Llorenç des Cardassar · Santa Eugènia · Santa Margalida · Santa María del Camí · Santanyí · Selva · Sencelles · Ses Salines · Sineu · Sóller · Son Servera · Valldemossa · Vilafranca de Bonany